# チャーリー・バッチ
チャーリー・バッチ（Charlie Batch、1974年12月5日 - ）はペンシルベニア州ホームステッド出身の元アメリカンフットボール選手。NFLのデトロイト・ライオンズ、ピッツバーグ・スティーラーズに所属していた。現役時代のポジションはクォーターバック。

## 来歴
イースタンミシガン大学でプレーしたのち、1998年のNFLドラフト2巡目でデトロイト・ライオンズに指名されて入団した。1年目の1998年には2,178ヤード、11タッチダウン、6インターセプトの成績を残した。2年目の1999年にチームをプレーオフに導いた（ライオンズが最後にプレーオフ出場を果たしたシーズン）。2000年には自己ベストの2,489ヤードを投げた。
2001年のグリーンベイ・パッカーズとの開幕戦では、パス39回中20回成功、276ヤード、2インターセプトでタッチダウンなし、7回のQBサックを受けた。2001年シーズンまでライオンズで4シーズン先発QBとしてプレーしたが契約期間を残し2002年に解雇された。ライオンズ歴代8位となる9,016ヤードの成績を残した。
2002年にピッツバーグに加入。2004年、2008年（8月8日に行われたフィラデルフィア・イーグルスとのプレシーズンゲームで鎖骨を負傷した。）と怪我で全休した。この年チームにはバイロン・レフトウィッチが加入していたが、レフトウィッチは先発QBの座を求めて2009年4月にタンパベイ・バッカニアーズと契約、バッチはスティーラーズと1年契約を結んだ。同年も左手首を骨折して1試合にしか出場しなかったが2010年3月28日、スティーラーズと2年契約を結んだ。
2010年、ベン・ロスリスバーガーが開幕から4試合出場停止となり、彼の代わりに先発QBとして期待されて獲得されたバイロン・レフトウィッチも負傷、第2週にデニス・ディクソンも負傷したため第3週のタンパベイ・バッカニアーズ戦で4年ぶりに先発QBとして出場することとなった。
2011年、第16週のセントルイス・ラムズ戦で負傷しているロスリスバーガーに代わり先発出場、パス22本中15本成功、208ヤードを獲得、タッチダウンなし、1インターセプトを喫したがチームは勝利した。
2012年4月、スティーラーズと1年契約を結んだ。第10週にロスリスバーガー、第11週にレフトウィッチが負傷すると、第12週のクリーブランド・ブラウンズ戦で先発出場したが、この試合でスティーラーズはバッチの3インターセプトなど、8回のターンオーバーを喫し、14-20で敗れた。第13週のボルチモア・レイブンズ戦では第4Q終盤にヒース・ミラーへ同点となるTDパスを成功、ショーン・スウィーザムの42ヤードのFGで勝利した。
これまでプレー経験はないがスーパーボウルには第40回、第43回と2度出場し、スーパーボウルリングを2つ獲得している。